# Super 6 (Lotterie)

Logo von Super 6

Super 6 ist wie Spiel 77 eine Zusatzlotterie, die im Deutschen Lotto- und Totoblock an zwei Tagen (Mittwoch und Samstag) pro Woche durchgeführt wird. Diese Lotterie wurde 1992 zuerst im Saarland eingeführt und dann sukzessive von den anderen Landesgesellschaften übernommen. Die Ziehung wird nach wie vor in Saarbrücken durchgeführt, getrennt von den anderen Lottoziehungen.

## Ablauf
Bei jeder Ziehung wird eine 6-stellige Zahl (von 000000 bis 999999) als Gewinnzahl gezogen. Der Gewinn resultiert dann aus den letzten sechs Ziffern des Spielscheins, der Losnummer, die mit der Gewinnzahl übereinstimmen muss (Endziffernlotterie). Die letzte Ziffer der Spielscheinnummer fungiert als Superzahl der Lottoziehung.

Die jeweilige Gewinnklasse ergibt sich aus der Anzahl der übereinstimmenden Ziffern (von rechts). Es gibt 6 Gewinnklassen: 
| Klasse             | Gewinnzahl            | Wahrscheinlichkeiten | Gewinn          |
| ------------------ | --------------------- | -------------------- | --------------- |
| Gewinnklasse I     | Losnummer             | 0,0001 %             | 100.000,00 Euro |
| Gewinnklasse II    | die letzten 5 Ziffern | 0,0009 %             | 6.666,00 Euro   |
| Gewinnklasse III   | die letzten 4 Ziffern | 0,009 %              | 666,00 Euro     |
| Gewinnklasse IV    | die letzten 3 Ziffern | 0,09 %               | 66,00 Euro      |
| Gewinnklasse V     | die letzten 2 Ziffern | 0,9 %                | 6,00 Euro       |
| Gewinnklasse VI    | die letzte Ziffer     | 9 %                  | 2,50 Euro       |
| Gewinnklassen I-VI | mindestens 1 Ziffer   | 10 %                 | mind. 2,50 Euro |
| Niete              | Endziffer falsch      | 90 %                 | 0,00 Euro       |

In jeder Gewinnklasse kann es mehrere Gewinner geben, einen Jackpot gibt es bei Super 6 nicht. Sollte es in Gewinnklasse I mehr als 100 Gewinner geben, so ist die Auszahlungssumme auf 10.000.000 (100 × 100.000 Euro) beschränkt, um das Risiko der Lotterie für den Spielbetreiber einzuschränken.

Der Erwartungswert für den Gewinn beträgt bei einer Auszahlung von 100.000 Euro in Gewinnklasse I 55,8 Cent.

## Teilnahmebedingungen
Super 6 kann nur in Verbindung mit der Teilnahme am Lotto, Eurojackpot, Toto, BINGO! oder der Glücksspirale gespielt werden. Der zusätzliche Spieleinsatz beträgt 1,25 Euro.